# Европейский фольклор
Европейский фольклор представляет собой совокупность фольклорных традиций народов Европы, которые в силу общей для большинства этих народов принадлежности к индоевропейской языковой семье, а также длительного сосуществования, обнаруживают определённые общие черты. 
Усилению сходства способствовали также общие для многих народов Европы традиции, заимствованные из христианской религии или возникшие под её влиянием. Влияние греко-римской цивилизации, особенно заметное в Южной и Западной Европе также повлияло на сближение фольклорных традиций различных народов. 
Кроме того, существуют определённые апотропеические жесты или практики, встречающие во многих частях западного мира, такие как стук по дереву или жест скрещённых пальцев.

## История
Многие тропы европейского фольклора можно определить как происходящие от праиндоевропейских народов бронзового века. Культура античности, включая мифологию, эллинистическую религию и магическую или культовую практику, оказала на него большое влияние. 
Эти традиции, унаследованные от народных верований в римскую эпоху, были синкретизированы с местными традициями, в частности с германскими, кельтскими и славянскими. Многие народные традиции также возникли в результате контакта с исламским миром, особенно на Балканах и на Пиренейском полуострове, которые длительное время находились под властью мусульман.

## Региональная традиция
Некоторые примеры
- Английский фольклор
- Шотландский фольклор
- Эстонский фольклор
- Русский фольклор
- Украинский фольклор
- Сербский фольклор